# Ottino
Ottino is een historisch merk van motorfietsen.
Italiaans merk, gevestigd in Turijn, dat in 1926 motorfietsen ging maken met 125 cc Della Ferrera-motor. 
In 1931 kwamen er opnieuw motorfietsen onder deze merknaam op de markt. Zij hadden motoren van JAP, CF en Della Ferrera. Waarschijnlijk ging het om hetzelfde bedrijf.